# 長谷田駅
長谷田駅（はせだえき）は、石川県江沼郡山中町（現、加賀市山中温泉）長谷田町に存在した北陸鉄道山中線（加南線）の駅である。1971年（昭和46年）、同線の廃線に伴い廃駅となった。

## 歴史
- 1913年（大正2年）3月18日：開業。
- 1943年（昭和18年）10月13日：合併により北陸鉄道の駅となる。
- 1971年（昭和46年）7月11日：加南線廃止により廃駅。

## 駅構造
片面ホーム1面1線の無人駅。

## 廃止後
線路と並行していた県道の拡幅用地とされ、歩道となっている。

## 隣の駅
北陸鉄道
山中線
旭町駅 - 長谷田駅 - 中田駅